# Cantone di Las Lajas
Il cantone di Las Lajas è un cantone dell'Ecuador che si trova nella provincia di El Oro.
Il capoluogo del cantone è La Victoria.